# 貫井南町
貫井南町（ぬくいみなみちょう）は、東京都小金井市の町名。現行行政地名は貫井南町一丁目から貫井南町五丁目。住居表示実施済み区域である。郵便番号は184-0014。

## 地理

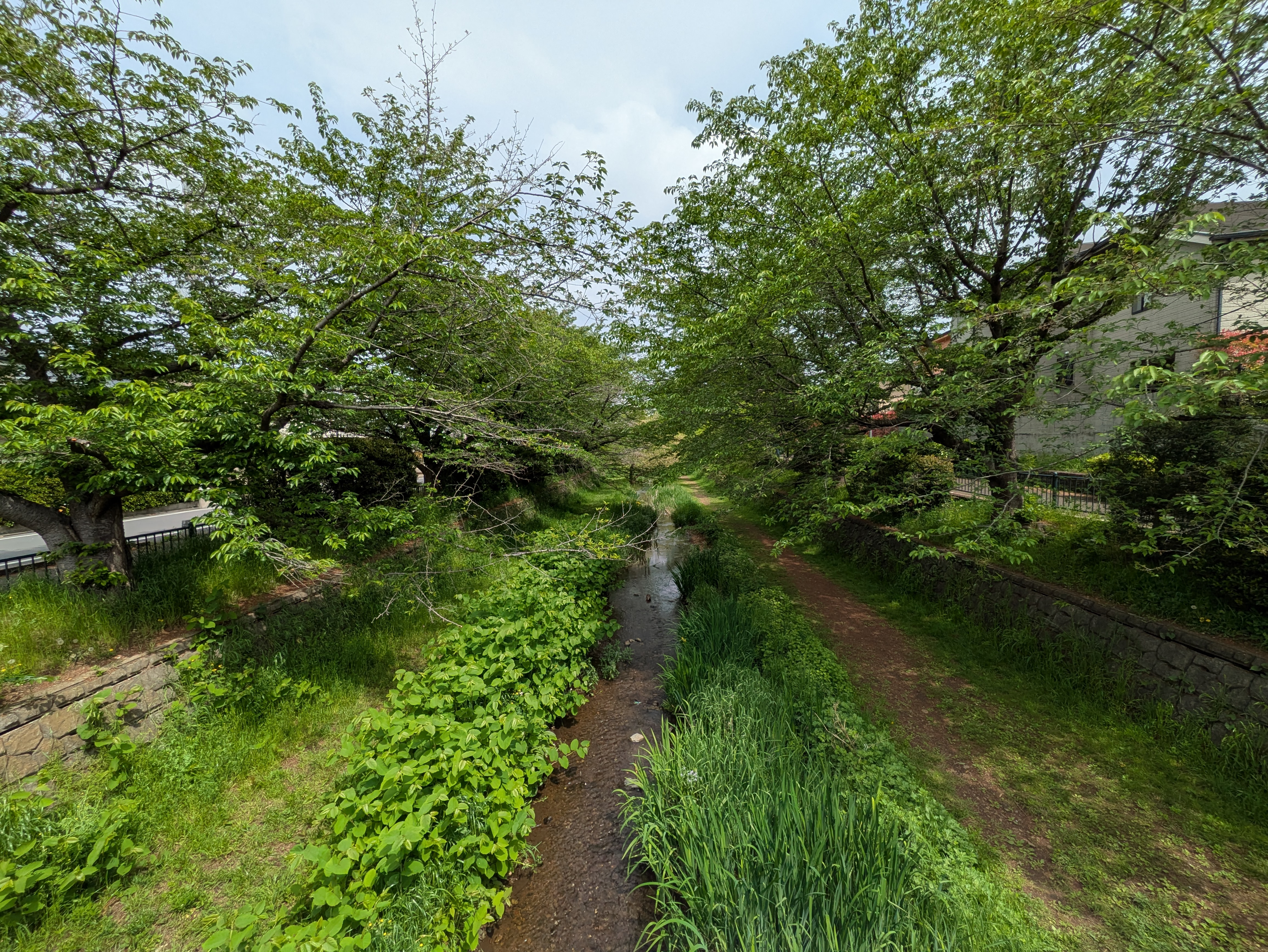
野川(貫井南町部流路)

貫井南町は小金井市の南西部に位置する地域である。北は貫井北町、北東は本町、東は前原町、南は府中市新町、西は国分寺市東元町、北西は国分寺市南町に隣接する。北端に中央本線が走っており、国分寺崖線による坂道が多い。

### 河川
- 野川　---　街区西から東へ、野川が流路を形成している。

### 地価
住宅地の地価は2015年（平成27年）1月1日に公表された公示地価によれば貫井南町4-12-2の地点で25万3000円/m2となっている。

## 歴史

### 地名の由来
貫井は温井ともいう。ここに湧水池があり、比較的高温だったことが由来といわれる。現在、貫井神社に湧水池がある。

## 世帯数と人口
2018年（平成30年）1月1日現在の世帯数と人口は以下の通りである。
| 丁目           | 世帯数    | 人口     |
| -------------- | --------- | -------- |
| 貫井南町一丁目 | 1,165世帯 | 2,829人  |
| 貫井南町二丁目 | 841世帯   | 1,977人  |
| 貫井南町三丁目 | 1,317世帯 | 2,806人  |
| 貫井南町四丁目 | 1,522世帯 | 3,315人  |
| 貫井南町五丁目 | 1,130世帯 | 2,356人  |
| 計             | 5,975世帯 | 13,283人 |

## 小・中学校の学区
市立小・中学校に通う場合、学区は以下の通りとなる。
| 丁目           | 番地 | 小学校           | 中学校   |
| -------------- | ---- | ---------------- | -------- |
| 貫井南町一丁目 | 全域 | 前原小学校       | 南中学校 |
| 貫井南町二丁目 | 全域 | 前原小学校       | 南中学校 |
| 貫井南町三丁目 | 全域 | 小金井第四小学校 | 南中学校 |
| 貫井南町四丁目 | 全域 | 小金井第四小学校 | 南中学校 |
| 貫井南町五丁目 | 全域 | 小金井第四小学校 | 南中学校 |

## 交通

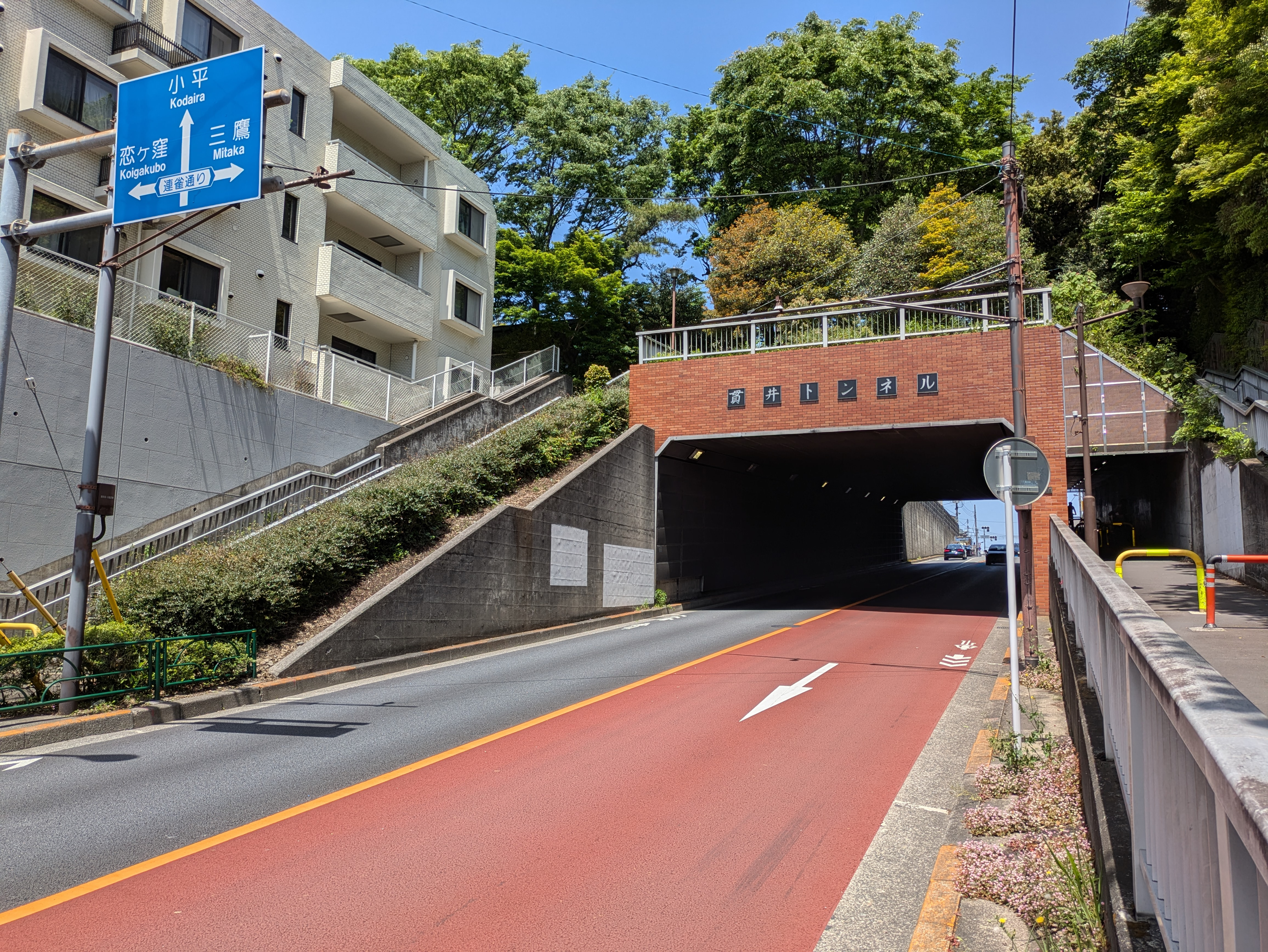
新小金井街道 貫井トンネル

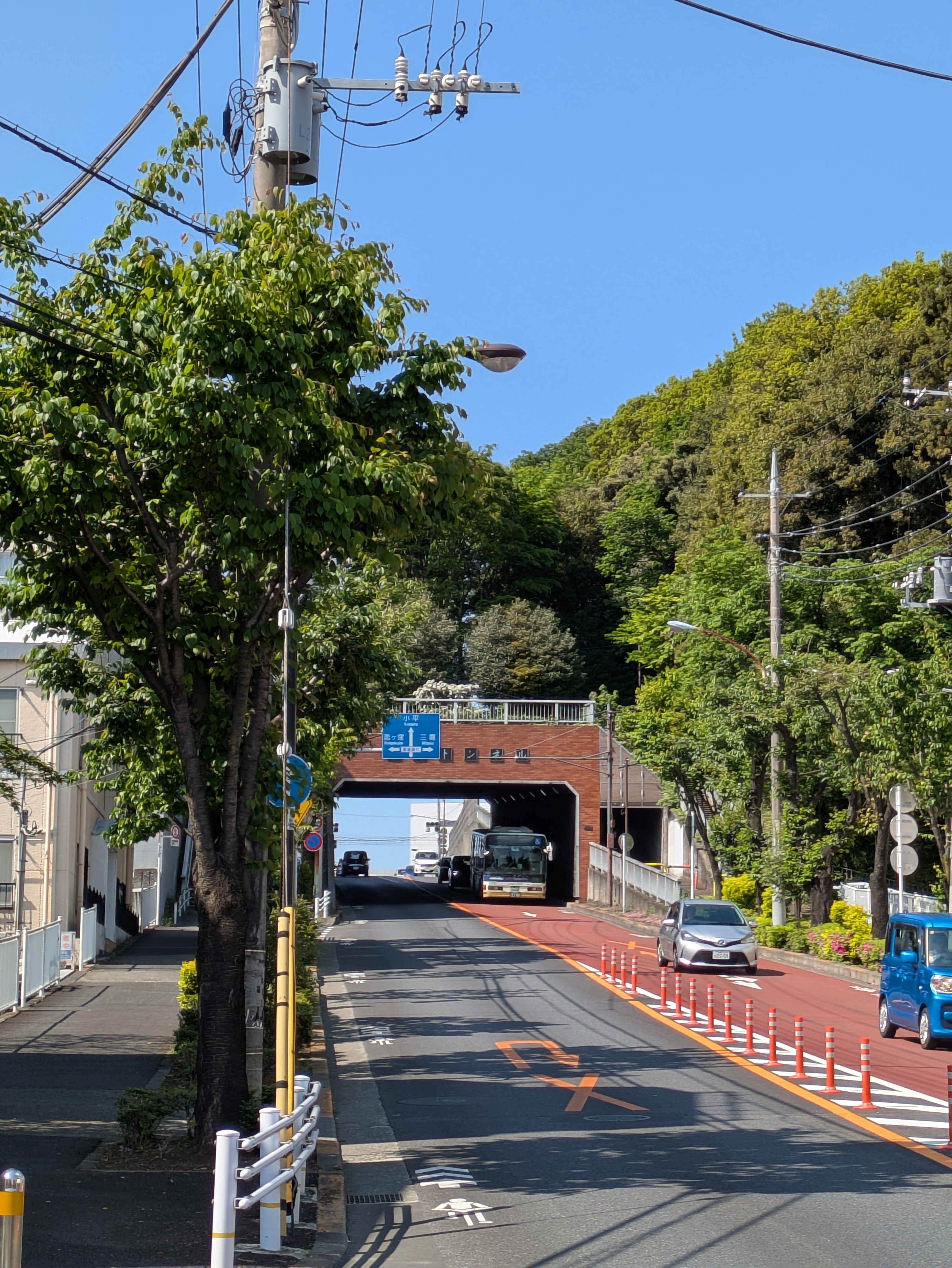
新小金井街道 貫井トンネル

### 鉄道
| 隣接する街区の駅               |
| ------------------------------ |
| JR中央線 - 武蔵小金井駅(JC 15) |

### 道路
- 東京都道14号新宿国立線（東八道路）
- 東京都道15号府中清瀬線（小金井街道）
- 東京都道134号恋ヶ窪新田三鷹線（連雀通り）
- 東京都道248号府中小平線（新小金井街道）

## 施設
- 小金井警察署
- 小金井市立小金井第四小学校
- 小金井市貫井南センター
- 小金井市立南中学校
- 滄浪泉園
- 貫井神社
- 真明寺 (小金井市)

## その他
- 貫井遺跡
- はけうえ遺跡
- 貫井南遺跡